# Сандпојнт (Ајдахо)
Сандпојнт (енгл. Sandpoint) град је у америчкој савезној држави Ајдахо.

## Демографија
По попису из 2010. године број становника је 7.365, што је 530 (7,8%) становника више него 2000. године.
| Група             | 2000.         | 2010.         |
| Белци             | 6.467 (94,6%) | 6.887 (93,5%) |
| Афроамериканци    | 8 (0,1%)      | 10 (0,1%)     |
| Азијати           | 28 (0,4%)     | 62 (0,8%)     |
| Хиспаноамериканци | 168 (2,5%)    | 215 (2,9%)    |
| Укупно            | 6.835         | 7.365         |